# توني كاليو
توني كاليو (بالفنلندية: Toni Kallio)‏ (9 أغسطس 1978 تامبيري فنلندا - ) هو لاعب كرة قدم فنلندي، يلعب كمدافع.

## روابط خارجية
- توني كاليو على موقع الاتحاد الدولي (مؤرشف)  (الإنجليزية)
- توني كاليو على موقع الاتحاد الأوربي (الإنجليزية)
- توني كاليو على موقع إي إس بي إن إف سي (الإنجليزية)
- توني كاليو على موقع قاعدة بيانات كرة القدم.إي يو (الإنجليزية)
- توني كاليو على موقع ناشيونال فوتبول تيمز (الإنجليزية)
- توني كاليو على موقع Soccerbase.com (لاعب) (الإنجليزية)
- توني كاليو على موقع Soccerway.com (الإنجليزية)
- توني كاليو على موقع عالم كرة القدم.نت (الإنجليزية)